# L’Ènova
L’Ènova település Spanyolországban, Valencia tartományban. L’Ènova Manuel, La Pobla Llarga, Rafelguaraf, Barxeta és Xàtiva községekkel határos. Lakosainak száma 924 fő (2024).

## Népesség
A település népessége az utóbbi években az alábbiak szerint változott:
| Lakosok száma | 1045 | 997  | 1011 | 1018 | 974  | 977  | 919  | 887  | 908  | 924  |
|               | 2001 | 2004 | 2007 | 2009 | 2012 | 2014 | 2017 | 2019 | 2022 | 2024 |